# Daniel Sawyer
Daniel Edward Sawyer (* 20. Juni 1882 in Pine Island, Minnesota; † 5. Juli 1937 in Clarendon Hills, Illinois) war ein US-amerikanischer Golfer.

## Biografie
Daniel Sawyer war im Chicago Golf Club aktiv. Bei den Olympischen Spielen 1904 in St. Louis wurde er mit der Western Golf Association im Mannschaftswettkampf Olympiasieger. Im Einzel hingegen schied er in der ersten Runde gegen Burt McKinnie aus.
1906 gewann er das Western Amateur und 1920 das Metropolitan Amateur. 1910 wurde er beim U.S. Amateur Zweiter. Sawyer zog später nach New York, wo er im Siwanoy Country Club spielte und für eine große Produktionsfirma arbeitete.